# 필리프 골리코프

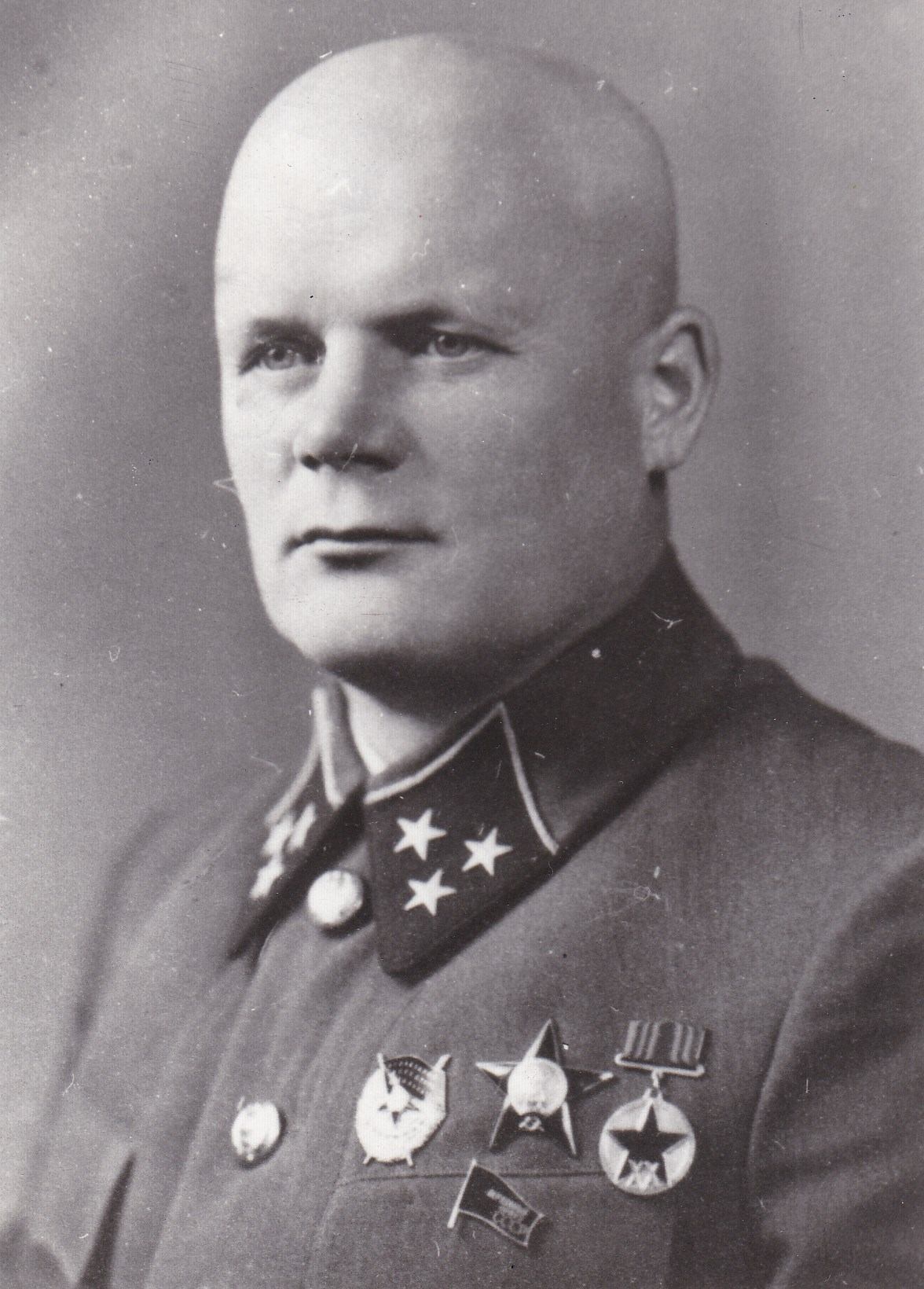

필리프 이바노비치 골리코프(러시아어: Филипп Иванович Голиков, 1900년 7월 30일- 1980년 7월 29일)는 제2차 세계 대전에 참전한 소련의 군인이다. 주로 정보기관에서 일했으며 소비에트 연방원수까지 승진했다.
쿠르간 주 출신이다. 1918년 붉은군대에 입대하여 러시아 내전에 참전했다. 그는 폴란드 침공에서 소련 제6군을 지휘했다. 1940-1941년 소련군 총정보국(GRU)의 수장으로 일했다. 여기에서 그는 영국과 미국에 대한 공작을 지휘하였다.
독소전쟁이 발발하자 일선 지휘관으로 나서 브리얀스크 전선군과 보로네시 전선군을 이끌었다. 그러나 당시 종군하고 있던 당고위직인 니키타 흐루쇼프와 마찰을 빚어 일선지휘관에서 해임당하고 행정직으로 보직이동되었다. 1943년부터 부국방장관으로 임명되었고 독일군에게 잡힌 소련군 포로의 송환을 맡았다. 전후에 정보계통의 요직을 담당했기 때문에 상세한 경력은 알려지지 않았다. 1961년 소비에트 연방원수로 승진하였고, 1962년 은퇴하였다. 당직으로는 계속 활동하여, 소련최고회의 대의원을 지내기도 했다.